# مارتليت (صاروخ)
مارتليت (بالإنجليزية: Martlet) هو صاروخ جو-سطح، يعرف رسمياُ باسم الصاروخ الخفيف متعدد المهام. وقد سمي سابقاً باسم سلاح المستقبل جو-سطح الموجه.
 تم تطوير الصاروخ بواسطة شركة تاليس المملكة المتحدة. وقد طلبت وزارة الدفاع البريطانيه - مبدئيا- قرابه 1000 صاروخ.

تهدف الصواريخ الخفيفه متعددة المهام (مارتليت) إلى توفير عائلة واحدة من الأسلحة التي يمكن استخدامها في أوضاع مختلفة، بما في ذلك:

البحريه - سيتم حمل الصاروخ على مروحيات وايلدكات الجديدة التابعة للبحرية الملكية للاستخدام ضد السفن السطحية الصغيرة.

طورت شركة اسيلسان التركية أنظمة تركيب مخصصة يمكنها أيضًا إطلاق هذه الصواريخ من المنصات البحرية مثل زوارق الهجوم السريع.

سطح - سطح - إن التأثير المزدوج للرأس الحربي للصاروخ يجعله مناسبًا للاستخدام ضد مجموعة واسعة من الأهداف الأرضية بما في ذلك الدروع الخفيفة / المتوسطة.

إطلاق جوي - يسمح التصميم المعياري للصاروخ بالتطوير المستقبلي وإدخال مجموعه مختلفه من البواحث والرؤوس الحربيه.

سطح - جو - في يوليو 2019، قامت قوات الدفاع الجوي التابعة لمجموعة 30 مغاوير البريطانيه باختبار الصاروخ في وضع سطح - جو ضد طائره هدف تدريبيه بدون طيار.

## خلفية تاريخية
تم تطوير الصاروخ مارتليت الخفيف الوزن المتعدد المهام من قبل شركة تاليس لتلبيه متطلبات وزارة الدفاع البريطانية ضمن برنامج الصواريخ المستقبلية جو-سطح الموجهة.

في عام 2014 اعطت وزارة الدفاع البريطانيه شركة اغوستا ويستلاند عقدا بقيمة 90 مليون جنيه استرليني من اجل تجربه ودمج صاروخ مارتليت على متن مروحيات وايلدكات.

في عام 2014 منحت وزارة الدفاع البريطانيه عقدا لشركة تاليس بقيمه 48 مليون جنيه استرليني لتصميم واكمال اجراءات تطوير الصاروخ.

بدأ اختبار التأهيل والإنتاج الأولي في أواخر عام 2011، بعد عقد مبدئي من قبل وزارة الدفاع البريطانية في أبريل 2011. وقد أجرت تاليس عمليات إطلاق ناجحة للتحكم في التوجيه، بما في ذلك نسخه بنظام توجيه ليزري شبه نشط.

اختبرت تاليس صواريخ مارتليت من على متن الدرون شيبيل كامكوبتر اس-100 مماأكدإمكانية استخدامه على متن المركبات الجوية بدون طيار.

## مواصفات
وزن الصاروخ: 13 كيلوغرام.

مدى الصاروخ: يتراوح بين 6 إلى 9 كيلومتر.

سرعه الصاروخ: تصل إلى 1.5 ماخ ويصلها الصاروخ خلال 0.3 ثانيه من وقت اطلاقه من المنصة.

توجيه الصاروخ: توجيه ليزري.

## اختبارات

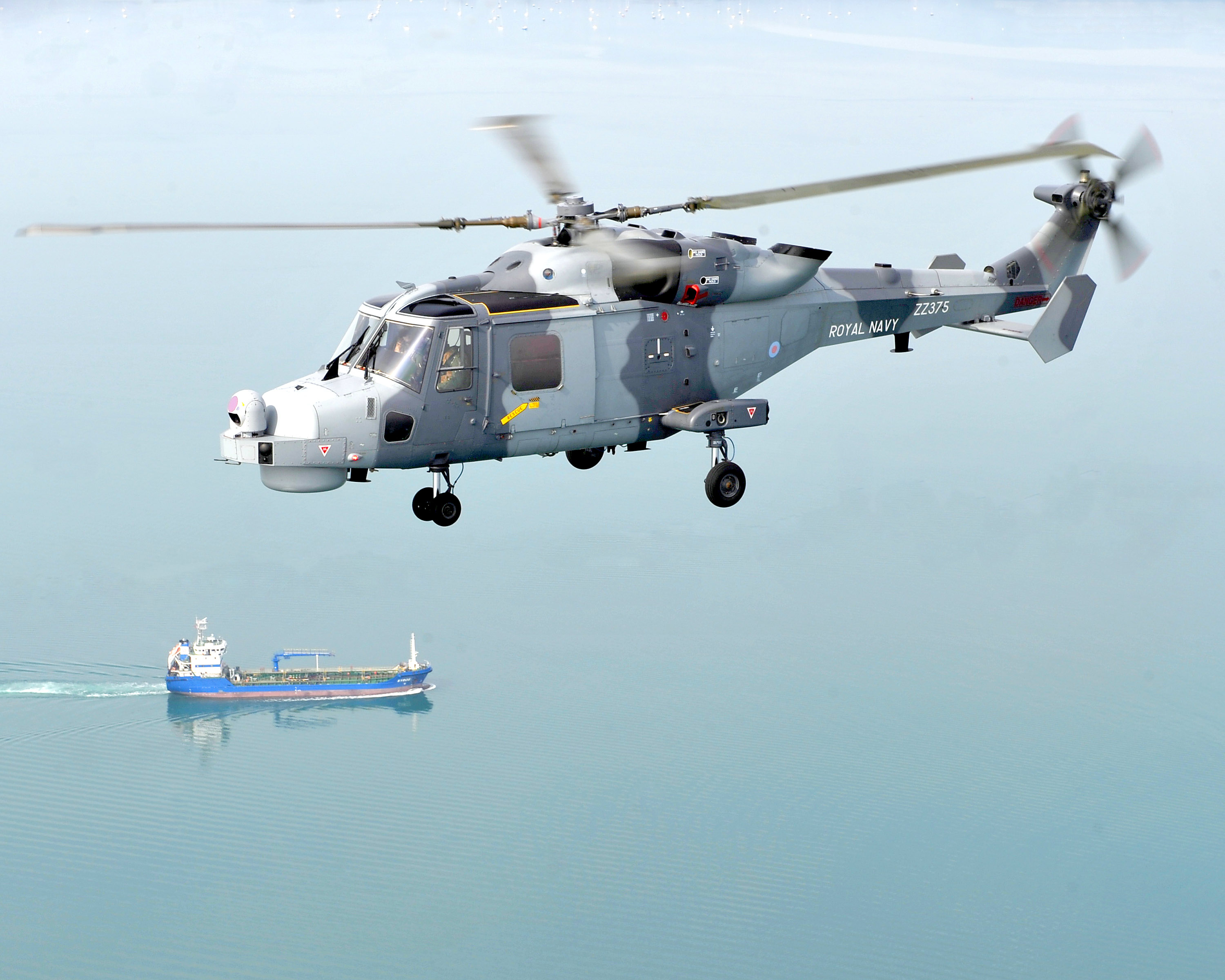
مروحية وايلدكات التي سيتم نصب صاروخ مارتليت عليها

في الفترة بين 27 أبريل إلى 21 مايو 2020 قامت شركتا ليوناردو وتاليس بالتعاون على اطلاق صاروخ مارتليت الخفيف المتعدد المهام من مروحية ليوناردو اي دبليو 159 وايلدكات تابعه للبحريه البريطانيه.

## مشغلون
المملكة المتحدة: 1000 صاروخ تم طلبهم (من المتوقع أن يدخل الخدمة في عام 2020).